# Ocularia transversefasciata
Ocularia transversefasciata là một loài bọ cánh cứng trong họ Cerambycidae.